# Аллендейл (Південна Кароліна)
Аллендейл (англ. Allendale) — місто (англ. town) в США, в окрузі Аллендейл штату Південна Кароліна. Населення — 2694 особи (2020).

## Географія
Аллендейл розташований за координатами 33°0′29″ пн. ш. 81°18′33″ зх. д. / 33.00806° пн. ш. 81.30917° зх. д. (33.008047, -81.309164).  За даними Бюро перепису населення США в 2010 році місто мало площу 8,57 км², уся площа — суходіл.

## Демографія
Згідно з переписом 2010 року, у місті мешкали 3482 особи в 1372 домогосподарствах у складі 851 родини. Густота населення становила 406 осіб/км².  Було 1651 помешкання (193/км²).
Расовий склад населення:
| - 83,4 % — чорних або афроамериканців - 12,8 % — білих - 0,7 % — азіатів - 0,2 % — корінних американців - 0,1 % — вихідців з тихоокеанських островів - 1,4 % — осіб інших рас |

До двох чи більше рас належало 1,4 %. Частка іспаномовних становила 2,8 % від усіх жителів.
За віковим діапазоном населення розподілялося таким чином: 28,0 % — особи молодші 18 років, 59,2 % — особи у віці 18—64 років, 12,8 % — особи у віці 65 років та старші. Медіана віку мешканця становила 35,4 року. На 100 осіб жіночої статі у місті припадало 87,7 чоловіків;  на 100 жінок у віці від 18 років та старших — 78,1 чоловіків також старших 18 років.
Середній дохід на одне домашнє господарство  становив 27 220 доларів США (медіана — 21 918), а середній дохід на одну сім'ю — 39 149 доларів (медіана — 33 343). Медіана доходів становила 31 146 доларів для чоловіків та 26 670 доларів для жінок. За межею бідності перебувало 29,8 % осіб, у тому числі 50,4 % дітей у віці до 18 років та 11,2 % осіб у віці 65 років та старших.
Цивільне працевлаштоване населення становило 966 осіб. Основні галузі зайнятості: освіта, охорона здоров'я та соціальна допомога — 40,7 %, виробництво — 16,5 %, роздрібна торгівля — 14,5 %.